# 鳞叶紫堇
鳞叶紫堇（学名：[Corydalis bulbifera] 错误：{{Lang}}：文本有斜体标记（帮助）），为罂粟科紫堇属下的一个植物种。